# Большая Смедова
Большая Смедова (Большое Смедово, Смедва) — река в Тульской и Московской областях России.
Входит в четвёрку самых крупных рек заокской части Подмосковья. Исток реки находится близ села Мартемьяново Венёвского района Тульской области. Далее течёт по территории городских округов Кашира и Озёры Московской области и впадает в Оку вблизи города Озёры. Устье реки находится в 895 км по правому берегу реки Оки. Длина реки составляет 74 км (из них 53 км на территории Московской области).
Вдоль течения реки от истока к устью расположены населённые пункты: Мартемьяново, Долговка, Ореховка, Гритчино, Домнинки, Коростылево, Кишкино, Острога, Топканово, Колмна, Маслово, Фроловское, Облезьево, Бутьково, Дулебино, Емельяновка, Смедово, Клишино.
Большая Смедова в летописях встречается под именем Смядва. В 1408 году на её берегах произошла битва на Смядве, в которой пронский князь Иван Владимирович победил московское войско.
В период половодья реку посещают туристы-байдарочники. Один из маршрутов лежит от станции Топканово Павелецкого направления Московской железной дороги вниз по течению до города Озёры.

## Данные водного реестра
По данным государственного водного реестра России относится к Окскому бассейновому округу. Речной бассейн — Ока, речной подбассейн — бассейны притоков Оки до впадения Мокши, водохозяйственный участок — Ока от города Каширы до города Коломны, без реки Москвы.
Код объекта в государственном водном реестре — 09010101912110000022718.

## Притоки

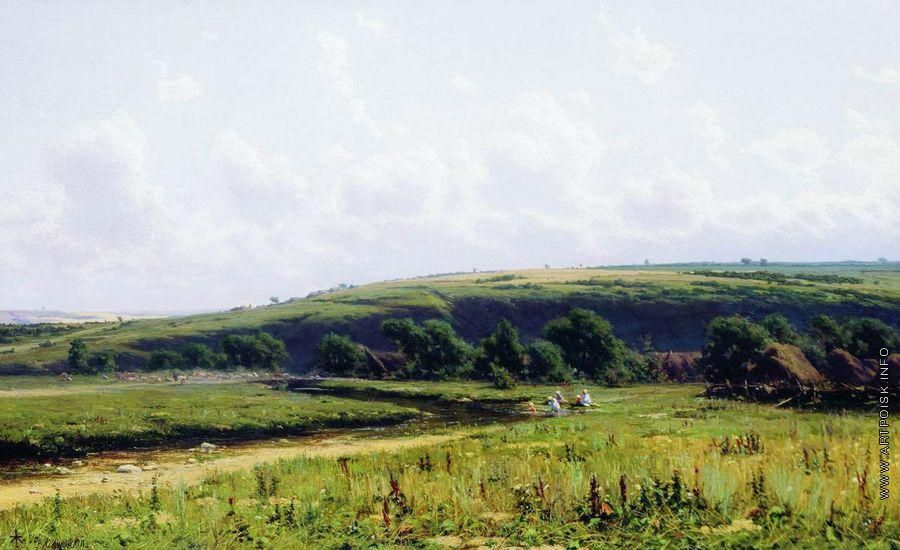
«Речка Смедова в имении Д. В. Григоровича „Дулебово“», 1876 год
Художник Иосиф Евстафиевич Крачковский

(расстояние от устья)
- 6,3 км: река Любинка (лв)
- 29 км: река Колменка (лв)
- 42 км: река Малая Смедова (лв)
- Малая Песочная (пр)